# Rejsen til jordens indre (film fra 2008)
|  | For Jules Vernes bog med samme titel, se Rejsen til Jordens indre |
Rejsen til jordens indre (Journey to the Center of Earth) er en amerikansk fantasyfilm fra 2008 instrueret af Eric Brevig. Den blev udgivet den 11. juli 2008 i USA og den 29. maj 2009 i Danmark.